# باتريك فوجيت
باتريك فوجيت (بالإنجليزية: Patrick Fugit)‏ مواليد 27 أكتوبر 1982 في سولت ليك، الولايات المتحدة، هو ممثل أمريكي بدأ مسيرته الفنية سنة 1997.

## الأعمال

### أفلام
- بالكاد مشهور (2000) (بدور: وليام ميلر)
- اشترينا حديقة حيوان (2011) (بدور: روبن جونز)
- الزوجة المفقودة (2014)

### مسلسلات
- ممسوس بملاك (1997) (بدور: بوي #1 / جوي)
- ماد تي في (2001) (بدور: وليام ميلر)
- إي آر (2003) (بدور: شون سيمونز)
- هاوس (2006) (بدور: جاك والترز)
- منبوذ (2016) (بدور: كايل بارنز)

## روابط خارجية
- باتريك فوجيت على موقع IMDb (الإنجليزية)
- باتريك فوجيت على موقع روتن توميتوز (الإنجليزية)
- باتريك فوجيت على موقع ألو سيني (الفرنسية)
- باتريك فوجيت على موقع تيرنر كلاسيك موفيز (الإنجليزية)
- باتريك فوجيت على موقع أول موفي (الإنجليزية)
- باتريك فوجيت على موقع قاعدة بيانات الأفلام السويدية (السويدية)
- باتريك فوجيت على موقع إن إن دي بي (الإنجليزية)
- باتريك فوجيت على موقع قاعدة بيانات الفيلم (الإنجليزية)
- باتريك فوجيت على موقع كينوبويسك (الروسية)